# Karsten Lauritzen

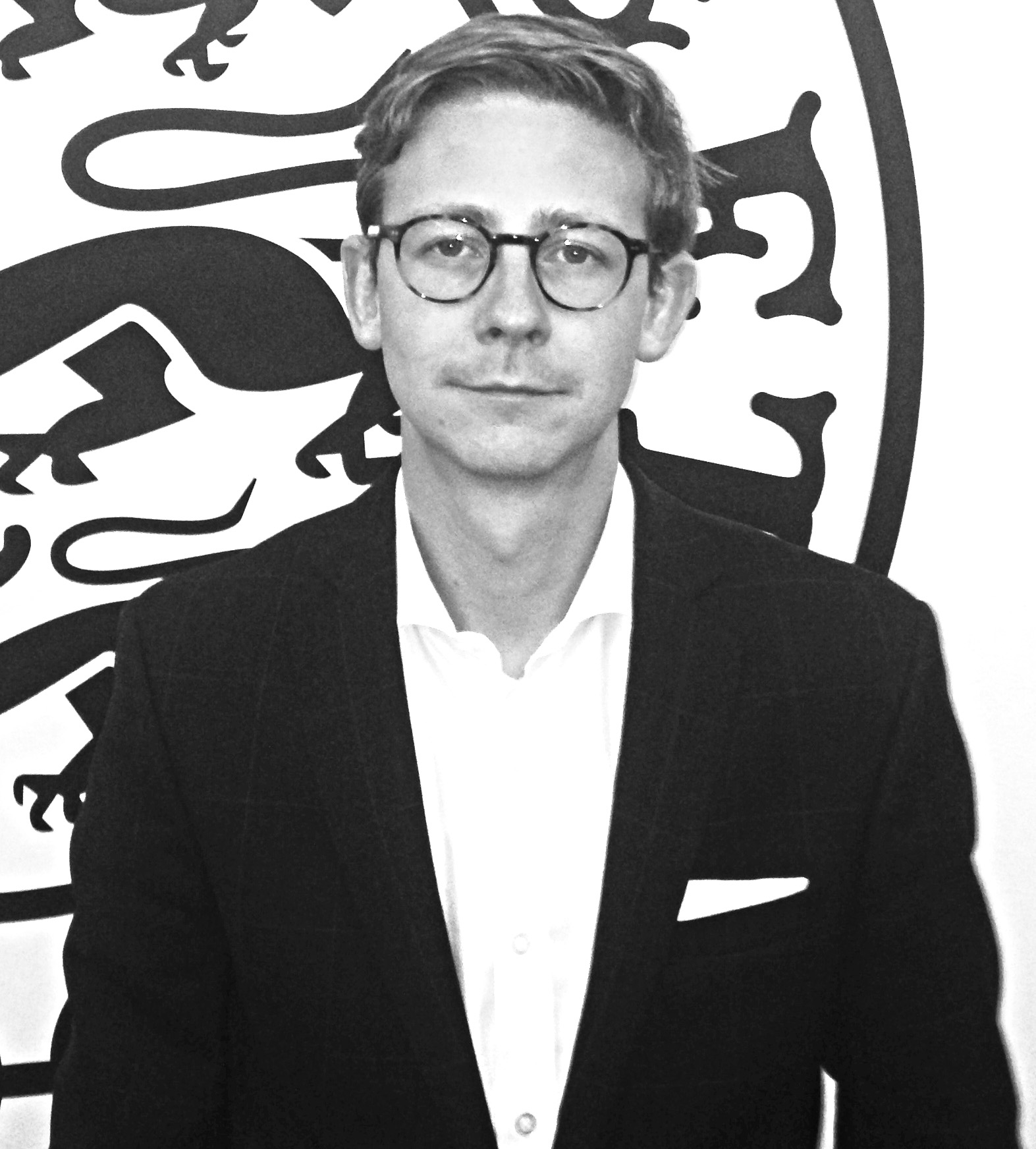
Karsten Lauritzen

Karsten Lauritzen (* 14. Oktober 1983 in Løngstør) ist ein dänischer Politiker der Partei Venstre und war von 2014 bis 2019 Minister für Steuern.

## Leben
Karsten Lauritzen schloss 2014 sein Studium in Politik- und Verwaltungswissenschaften mit dem Master ab. Bereits seit 2002 ist er Mitglied der Jungen Liberalen, der Jugendorganisation der Partei Venstre; ab 2007 gehörte er einer Arbeitsgruppe des Folketing an, von 2011 bis 2015 war er Mitglied einer Versammlung des Parlaments zur OSZE, 2011 einer Gruppe zu Beratungen in Angelegenheiten, die mit der NATO zusammengehören.
Lauritzen war Sprecher seiner Partei zu Immigration und Integration von 2007 bis 2011 und für Rechtsfragen von 2011 bis 2015, im gleichen Zeitraum gehörte er den Parlamentsausschüssen zu Recht, Verteidigung, Raumordnung und Geschlechtergleichheit an. Am 28. Juni 2014 wurde er für das Kabinett Lars Løkke Rasmussen II zum Minister für Steuern ernannt. Diesen Posten hat er auch im Kabinett Lars Løkke Rasmussen III inne.